# Antalyna
Antalyna es un género de foraminífero bentónico de la subfamilia Coxitinae, de la familia Nezzazatidae, de la superfamilia Nezzazatoidea, del suborden Nezzazatina y del orden Lituolida. Su especie tipo es Antalyna korayi. Su rango cronoestratigráfico abarca el Maastrichtiense superior (Cretácico superior).

## Discusión
Clasificaciones previas incluían Antalyna en la superfamilia Haplophragmioidea, así como en el suborden Textulariina del orden Textulariida, o en el orden Lituolida sin diferenciar el suborden Nezzazatina.

## Clasificación
Antalyna incluye a la siguiente especie:
- Antalyna korayi